# Kartuziánský klášter Zahrada Panny Marie (Praha)
Kartuziánský klášter Zahrada Panny Marie na Smíchově (zvaný též latinsky Hortus Sanctae Mariae) byl založen v roce 1342 jako první kartouza v zemích Koruny české. Stával na úpatí Petřína na Smíchově. Jeho existenci dnes připomínají již jen název ulice Kartouzská a dříve též Kartouzská brána, zbořená roku 1862.

## Historie

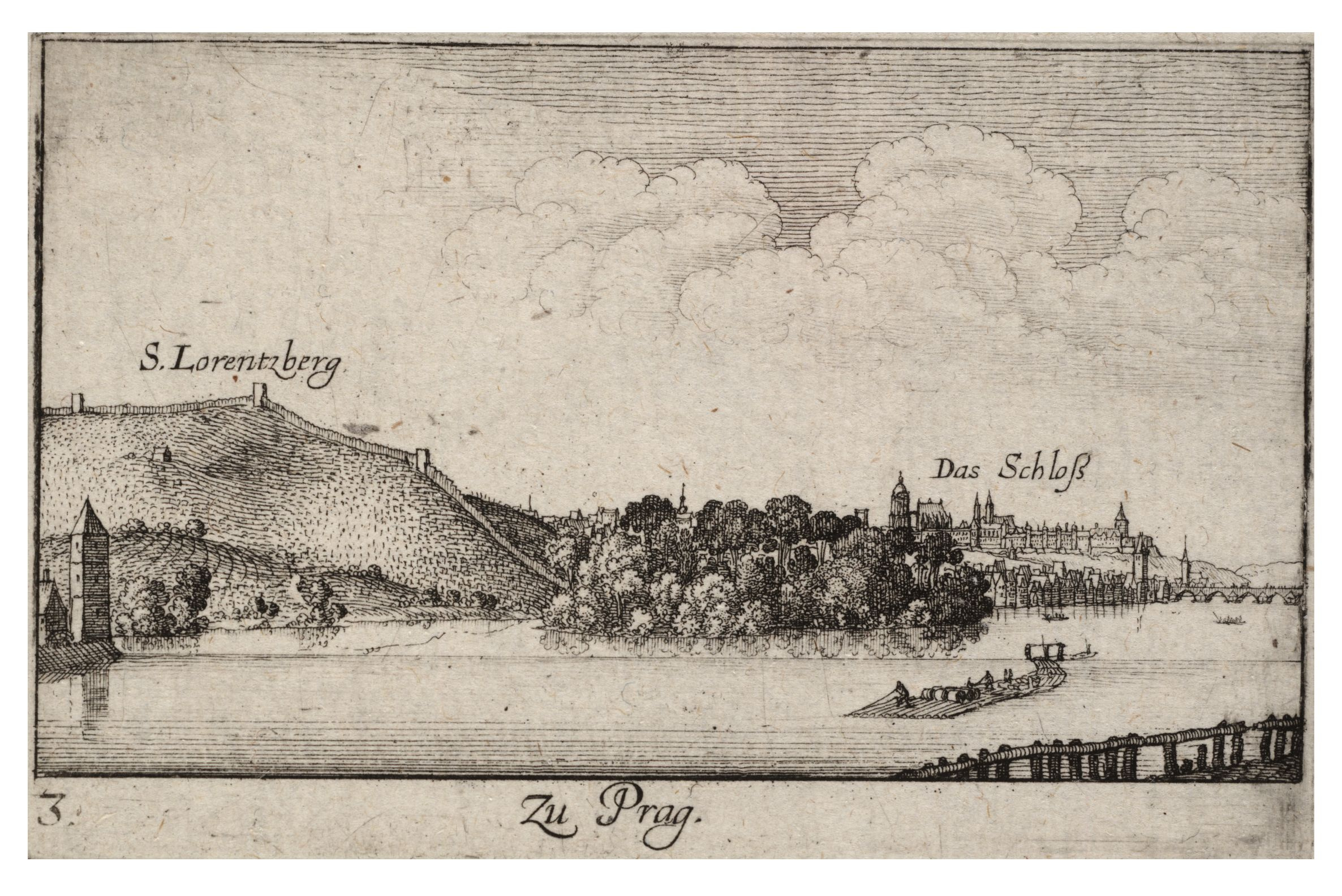
Přibližná poloha smíchovské Zahrady Panny Marie (rytina Václava Hollara, 1607-1677)

Na přímluvu svého syna Karla IV. nechal král Jan Lucemburský do Prahy pozvat kartuziány s největší pravděpodobností z dolnorakouského kláštera v Mauerbachu. Král Jan tehdy od jakéhosi Temlina z Hory za 400 kop pražských grošů zakoupil pozemek na smíchovském úpatí Petřína, zřejmě poblíž dnešního Újezda, tehdy za hradbami města u konce Hladové zdi.
Jednalo se o poplužní dvůr a spolu s dalšími statky, několik polí a zahrad, 5 mlýnů ad. a k tomu 2000 liber kutnohorského stříbra, které král věnoval kartuziánům. 1. února 1342 pak vydal zakládací listinu kartouzy a nadal ji mnohými privilegii, jako osvobození od daní a poplatků. Na oplátku pak měli řeholníci povinnost slouži vzpomínkovou modlitbu za krále a jeho rodinu.
V roce 1356 je jako převor kartouzy zmiňován Michal Pražský, autor latinsky psaných pojednání (De quatuor virtutibus cardinalibus per erudicione principum, známé jako tzv. Knížecí zrcadlo a dalších).
Smíchovská kartouza byla mateřským klášterem fundací v Králově Poli, Tržku u Litomyšle a pomořanských klášterů v Hrabově a Kartuzách v dnešním Polsku.
Po smrti krále Václava IV. na počátku husitských válek, 17. srpna 1419, kartouzu přepadli přívrženci Jana Husa a následujícího dne vypálili klášterní budovy včetně kostela. Mniši uprchli do Prahy. V roce 1420 král Zikmund přislíbil vrácení či náhradu majetku. Ačkoli byl ještě v témže roce zvolen nástupce zesnulého převora Markvarta a mniši vyzváni, aby se nerozptýlili, k obnově kláštera již nedošlo. Poslední mnich Mikuláš z Hlohova zemřel v roce 1464 v aggsbašském klášteře.

## Podoba kláštera
Vzhled pražské kartouzy můžeme jen tušit, z její gotické architektury neznáme nic. Z pramenů víme jen tolik, nový klášter měl v době výstavby pojmout 24 řeholních bratří a převora a jednalo se o významné duchovní středisko, snad i o jedno z centrum hnutí devotio moderna. Budovy kláštera s kostelem Panny Marie byly dokončeny zřejmě roku 1356 a později doplňovány o barevná chrámová okna, vyřezávané oltáře, malby a sochy, přesná podoba kláštera však není známa. V kostele byly vztyčeny mramorové náhrobky. O tom nám podávají zprávy soudobé písemné prameny, které také architekturu kartouzy označují za Podivuhodné a chvályhodné dílo, dům obzvlášť vznešený a slavný. Předpokládá se, že do jisté míry odpovídal pražskému příkladu velkolepý klášter kartuziánů Paradisus Beatae Mariae v Kartuzách poblíž Gdaňsku, založený roku 1389 a osazený z Prahy.